# Arhaic

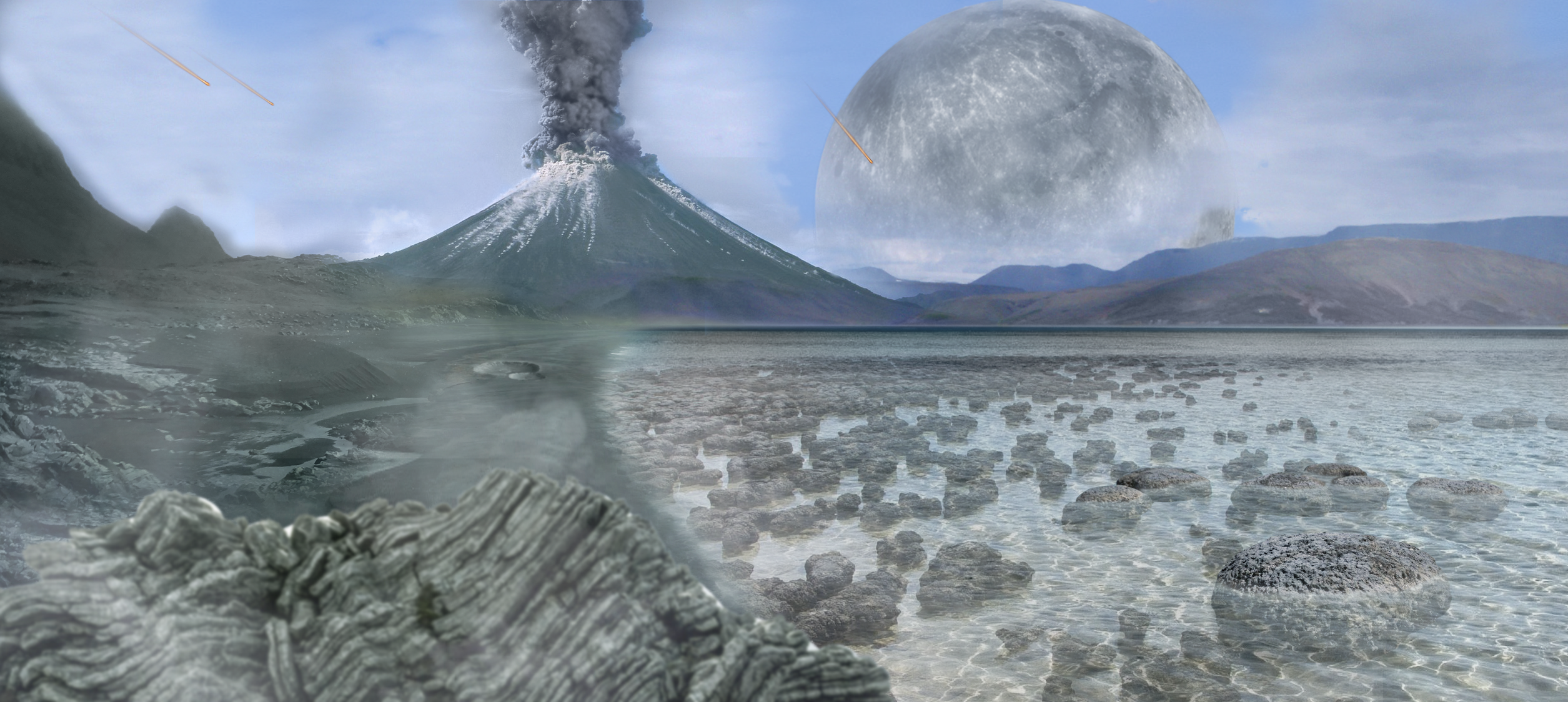
Imagine artistică a peisajului din Arhaic

Arhaicul (de asemenea Arhean sau Arheozoic) este eră geologică ulterioară Hadeanului și anterioară Proterozoicului, cu cca. 2,5 miliarde de ani în urmă.
Arhaicul se împarte în 4 sub-ere:
- Eoarhaic
- Paleoarhaic
- Mezoarhaic
- Neoarhaic

În acea perioadă, nu exista încă o atmosferă de oxigen, dar au apărut primele organisme anaerobe, care au format mai multe depozite existente în prezent sub formă unor minerale, cum ar fi cele de sulf, grafit, fier și nichel.
În atmosfera Arhaicul timpuriu, aparent și hidrosfera, era amestecată cu vapori, care sub forma unui strat puternic și dens a cuprins întreaga planetă. Permeabilitatea la lumina soarelui era foarte slabă, astfel încât pe suprafața Pământului domnea întunericul. Ciclu combinat consta dintr-un înveliș de vapori de apă și o anumită cantitate de vapori acizi. Ea a fost caracterizată de o mare activitate chimică, prin care aceasta a contribuit în mod activ la apariția suprafeței de bazalt a Pământului. Peisajele de munte, precum și depresiunile adânci lipseau în acea perioadă. În Arhaic a avut loc diferențierea învelișului combinat de vapori și gaze în atmosferă și hidrosferă. Oceanul Archean era mic, iar apele sale erau compuse dintr-o soluție salină foarte acidă.